# Mikrozensus
Der Mikrozensus (kleine Bevölkerungszählung) ist eine statistische Erhebung. Im Gegensatz zur großen Volkszählung (Zensus) wird der Mikrozensus in kürzeren Abständen und mit einer kleineren Stichprobe durchgeführt. Die Anzahl und Auswahl der Haushalte wird so gewählt, dass die Repräsentativität der Ergebnisse statistisch gesichert ist. Der Mikrozensus dient dazu, die im Rahmen von umfassenden Volkszählungen erhobenen Daten in kurzen Zeitabständen mit überschaubarem organisatorischen Aufwand zu überprüfen.

## Mikrozensus in Deutschland

### Ziele
Der Mikrozensus stellt Daten zur Struktur sowie zur wirtschaftlichen und sozialen Lage der Bevölkerung bereit. Mit Informationen zu Familie und Lebenspartnerschaft, Haushalten, Arbeitsmarkt und Erwerbstätigkeit, Beruf, Ausbildung, Einkommen, Wohnsituation und Migration ist der Mikrozensus eine wichtige Datenquelle für politische Entscheidungsträger, die Wissenschaft, Medien und auch die breite Öffentlichkeit. Zudem werden mittels des Mikrozensus europäische Verpflichtungen zur Datenlieferung erfüllt. Außerdem bilden die Daten des Mikrozensus den Hochrechnungsrahmen für andere amtliche sowie nicht-amtliche Statistiken, wie beispielsweise die Einkommens- und Verbrauchsstichprobe oder das Sozio-oekonomische Panel (SOEP).
Seiner ursprünglichen Zielrichtung nach erfüllt der Mikrozensus die Aufgabe, die im Rahmen von umfassenden Volkszählungen erhobenen Daten in kurzen Zeitabständen mit überschaubarem organisatorischen Aufwand zu überprüfen. Angesichts der politischen und rechtlichen Probleme, die sich seit den 1980er Jahren einer Volkszählung in Deutschland entgegenstellen (vgl. Volkszählungsurteil des Bundesverfassungsgerichts), ist der Mikrozensus jedoch inzwischen zu einer zentralen Informationsquelle für die Erstellung öffentlicher Statistiken geworden.

### Entwicklung
1949 hat die OEEC (Organisation for European Economic Co-operation) – die Vorläuferorganisation der OECD (Organisation for Economic Co-operation and Development) – den Mitgliedsstaaten empfohlen, eine Stichprobenerhebung über Arbeitskräfte nach einheitlichen Definitionen durchzuführen. Dadurch sollten nach Ende des Zweiten Weltkrieges vergleichbare Informationen zu Arbeitskräften und der wirtschaftlichen Entwicklung vorliegen. In Deutschland wurde der Mikrozensus jedoch nicht ausschließlich zur Bereitstellung von Daten zu Arbeitskräften konzipiert, sondern auch als sogenannte Repräsentativstatistik der Bevölkerung. Damit sollten auch allgemeine Informationen zur Struktur und der wirtschaftlichen und sozialen Lage der Bevölkerung erfasst werden.
Der Mikrozensus wird seit 1957 in Westdeutschland und seit 1991 in der gesamten Bundesrepublik jährlich durchgeführt.
Rechtsgrundlage des Mikrozensus ist das Gesetz zur Durchführung einer Repräsentativstatistik über die Bevölkerung und die Arbeitsmarktbeteiligung sowie die Wohnsituation der Haushalte (Mikrozensusgesetz – MZG) in Verbindung mit dem Bundesstatistikgesetz (BStatG). Das Mikrozensusgesetz regelt unter anderem den Erhebungszweck, die Stichprobengröße, die Inhalte und Häufigkeit der Befragungen, die Auskunftspflicht sowie den Umgang mit den Daten.
Seit Beginn des Mikrozensus in 1957 gab es mehrere Mikrozensusgesetze, die für einen begrenzten Zeitraum Bestand hatten und jeweils durch ein neues Mikrozensusgesetz abgelöst wurden.
1968 wurde die Arbeitskräftestichprobe der EU in den Mikrozensus integriert.
Mit dem neuen Mikrozensusgesetz von 2005 fand ein Zeitreihenbruch statt durch die Umstellung auf die unterjährige Befragung (Befragung im gesamten Jahr statt in nur wenigen Wochen eines Kalenderjahres), der sich in allen Ergebnissen des Mikrozensus niederschlägt. Das MZG 2005 erlaubte zudem erstmals, auch Daten über eingebürgerte Deutsche, also ehemalige Ausländer, zu erheben. Damit wurde die statistische Erfassung der Gruppe der Zuwanderer oder „Menschen mit Migrationshintergrund“ erheblich verbessert. Die bisherige starre Trennung in Deutsche und Ausländer hatte sich für die Sozialberichterstattung als unzureichend erwiesen. Demnach wurden ab 2005 im Mikrozensus neben der aktuellen Staatsangehörigkeit auch die eventuell vormalige Staatsangehörigkeit und das Jahr der Einbürgerung erfasst. Zusätzlich wurden ab 2005 alle vier Jahre Angaben zur Staatsangehörigkeit der Eltern erhoben, falls diese nach 1960 einen dauerhaften Aufenthalt in Deutschland haben oder hatten. Die Merkmale sind das Zuzugsjahr, die ehemalige Staatsangehörigkeit sowie das Einbürgerungsjahr, falls eine Einbürgerung stattgefunden hat.
Nach der Änderung des MZG 2005 im Jahr 2007 wurden erstmals alle Frauen zwischen 15 und 75 Jahren nach der Zahl ihrer lebend geborenen Kinder befragt.
Zuletzt wurde am 13. Dezember 2016 ein neues Mikrozensusgesetz (MZG 2017) verkündet (BGBl. I S. 2826). Es ist am 1. Januar 2017 in Kraft getreten und erstmals unbefristet gültig. Auf Basis dieses Gesetzes wird seit 2017 der erweiterte Migrationshintergrund erfasst: Bei jeder Erhebung wird nun erfragt, ob ein Elternteil über einen Migrationshintergrund verfügt – dies wurde bis 2016 nur alle vier Jahre erhoben oder dann, wenn die Eltern im gleichen Haushalt lebten. Zudem wurde die Kindertagesbetreuung als Kernmerkmal ergänzt. Zudem werden ab 2020 die EU-weit durchgeführten Erhebungen zu Einkommen und Lebensbedingungen (European Union Statistics on Income and Living Conditions, EU-SILC) und ab 2021 die EU-weite Befragung zur privaten Nutzung von Informations- und Kommunikationstechnologien als Unterstichproben in den Mikrozensus integriert. Die Beantwortung der IKT-Fragen ist bis auf wenige obligatorische Fragen freiwillig; bei der EU-SILC-Befragung handelt es sich um einen Wechsel zu einer auskunftspflichtigen Befragung und eine Erhöhung der Stichprobe um mehr als das Doppelte. Auch die Umsetzung der Erhebung wurde neu geregelt: Die Befragten können die Fragen des Mikrozensus beantworten, indem sie den Fragebogen zurücksenden, online teilnehmen oder die Fragen vor Ort oder telefonisch gemeinsam mit sogenannten Erhebungsbeauftragten beantworten, und bei Folgebefragungen kann auf Angaben aus der Vorerhebung zurückgegriffen werden (Dependent Interviewing), sofern die Befragten diesem Rückgriff bereits bei der Vorerhebung zugestimmt haben.
Die Veröffentlichung der Ergebnisse des Mikrozensus im März 2023 enthielt erstmals – gemäß einer neuen Definition – Ergebnisse zur „Bevölkerung mit Einwanderungsgeschichte“: Demnach hatten im Jahr 2022 in Deutschland 20,2 Millionen Menschen (24,3 % der Bevölkerung) eine „Einwanderungsgeschichte“ in dem Sinne, dass die Person selbst eingewandert war oder aber deren beide Elternteile seit dem Jahr 1950 auf das heutige Staatsgebiet Deutschlands eingewandert waren, und 3,9 Millionen (4,6 %) hatten eine „einseitige Einwanderungsgeschichte“ in dem Sinne, das sie einen seit dem Jahr 1950 auf das heutige Staatsgebiet Deutschlands eingewanderten Elternteil hatten und nicht selbst eingewandert waren. Zur Vergleichbarkeit wurden parallel auch Ergebnisse zum (bisherigen) Konzept der „Bevölkerung mit Migrationshintergrund“ dargestellt: Einen Migrationshintergrund hatten im selben Jahr 23,8 Millionen Menschen (28,7 % der Bevölkerung). Die Definition der „Einwanderungsgeschichte“ gilt als besser vergleichbar mit international verwendeten Definitionen von Eingewanderten, wie sie beispielsweise Eurostat und die Vereinten Nationen verwenden.

### Durchführung der Befragung
In Deutschland wird die statistische Erhebung durch die Statistischen Landesämter durchgeführt und vom Statistischen Bundesamt vorbereitet und weiterentwickelt. An der Befragung sind jedes Jahr 1 % der Privathaushalte in Deutschland beteiligt, was etwa 370.000 Haushalten mit 810.000 Personen entspricht. An der integrierten EU-weiten Erhebung zur Arbeitsmarktbeteiligung (Arbeitskräftestichprobe; Labour Force Survey, LFS) nehmen nur 0,45 % der Privathaushalte teil. An der seit 2020 ebenfalls integrierten EU-weiten Erhebung zu Einkommen und Lebensbedingungen (European Union Statistics on Income and Living Conditions, EU-SILC) nehmen nur 0,12 % der Privathaushalte teil. Während das Statistische Bundesamt den Mikrozensus organisatorisch und technisch vorbereitet, haben die Statistischen Landesämter die Aufgabe, die Befragungen selbst durchzuführen und diese aufzubereiten.
Die Haushalte werden insgesamt bis zu viermal befragt. Je nach Unterstichprobe nehmen die Haushalte ein- bis zweimal pro Jahr an der Befragung teil. Die Auswahl erfolgt auf Basis einer Flächenstichprobe, also zufällig ausgewählten Bezirken mit etwa gleich vielen Wohneinheiten (sechs bis zwölf Wohnungen). Das bedeutet, dass nicht Personen in die Stichprobe gezogen werden, sondern Wohnungen bzw. Häuser, in denen Personen wohnen. Daher ist es möglich, dass benachbarte Haushalte, die im selben Bezirk wohnen, für den Mikrozensus ausgewählt werden.
Im Mikrozensus werden flächendeckend Interviewerinnen und Interviewer (sogenannte Erhebungsbeauftragte) eingesetzt, die die mitgeteilten Angaben meistens sofort in einen Laptop eingeben, wo eine erste Plausibilitätskontrolle durchgeführt werden kann. Daneben gibt es für die auskunftspflichtigen Haushalte die Möglichkeit, einen Papier- oder Online-Fragebogen auszufüllen, die Auskünfte telefonisch mitzuteilen oder sich durch ein Mitglied des Haushalts vertreten zu lassen (Proxy-Interview).

### Auskunftspflicht
Für die meisten Fragen besteht Auskunftspflicht. Einige Fragen des Mikrozensus können freiwillig beantwortet werden. Freiwillige Fragen sind im Fragebogen besonders gekennzeichnet oder die Interviewerin bzw. der Interviewer weist im persönlichen Gespräch darauf hin. Zwar war im MZG 2005 die Anwendung der Bußgeld-Norm des Bundesstatistikgesetzes nicht vorgesehen; dies schloss aber nicht sonstige Maßnahmen der Vollstreckung, z. B. Zwangsgeld, aus. Der Paragraph zur Nichtanwendung der Bußgeldvorschrift des Bundesstatistikgesetzes ist im MZG 2017 nicht enthalten. Somit kann bei Personen, die der Auskunftspflicht trotz Erinnerung und Mahnung nicht nachkommen, ein Buß- oder Zwangsgeldverfahren eingeleitet werden.
Die Auskunftspflicht ergibt sich aus § 13 MZG in Verbindung mit § 15 des Bundesstatistikgesetzes (BStatG). Auskunftspflichtig sind alle Volljährigen eines Haushaltes und alle Minderjährigen, die einen eigenen Haushalt führen. Sie sind auch für minderjährige Haushaltsmitglieder sowie volljährige Haushaltsmitglieder, die wegen einer Krankheit oder Behinderung nicht selbst Auskunft geben können, auskunftspflichtig. Von der gesetzlich festgelegten Auskunftspflicht kann niemand befreit werden, auch nicht alters- oder krankheitsbedingt oder wegen fehlender Sprachkenntnisse.
Nach Untersuchungen des Statistischen Bundesamtes und Untersuchungen der empirischen Sozialforschung, ist die Auskunftspflicht erforderlich, um die notwendige Qualität und Genauigkeit der Ergebnisse zu erreichen. Die Auskunftspflicht ermöglicht eine ausreichend hohe Teilnahmequote für sämtliche soziale Gruppen in der Bevölkerung, was bei einer freiwilligen Erhebung nicht zu realisieren ist. Dort zeigt sich in der Regel eine systematische Verzerrung der Stichprobe: Die Teilnahmequoten sind sowohl bei jenen sozialen Gruppen sehr gering, die ein überdurchschnittlich hohes Armutsgefährdungsrisiko aufweisen, als auch bei Gruppen mit einem besonders hohen Einkommen. Wenn nicht alle Personen antworten müssen, so wären nicht alle Bevölkerungsgruppen in der Stichprobe in ausreichender Zahl vertreten. Verzerrungen der Ergebnisse und falsche Schlussfolgerungen könnten die Folge sein.
Auch der Bundesbeauftragte für den Datenschutz und die Informationsfreiheit (BfDI) sieht die Auskunftspflicht als erforderlich, da bei einer freiwilligen Befragung die Antwortquote aus der mit ca. 1 % der Bevölkerung relativ eng begrenzten und damit grundsätzlich datenschutzfreundlichen Stichprobe zu gering ist, um die Ergebnisse auf die Gesamtbevölkerung hochrechnen zu können.

### Befragungsinhalte
Bei der Befragung werden einige Fragen allen zufällig ausgewählten Haushalten gestellt (sogenanntes Kernprogramm). Dazu gehören unter anderem Fragen zu Haushaltsgröße, Staatsangehörigkeit, Einkommen, Bildung (Orientierung an der ISCED), Erwerbstätigkeit, Wohnsituation. Darüber hinaus erhalten einige der Haushalte vertiefende Fragen zur Erwerbstätigkeit (sogenannter Erhebungsteil zur Arbeitsmarktbeteiligung) oder zum Einkommen und der Wohnsituation (sogenannter Erhebungsteil zu Einkommen und Lebensbedingungen). Bei allen Haushalten werden auch persönliche Angaben wie Name und Informationen zur Anschrift erfragt. Diese Informationen (sogenannte Hilfsmerkmale) benötigen die Statistischen Landesämter für die Organisation der Befragung, um z. B. Rückfragen zu klären. Sie werden per Gesetz (§ 14 MZG) getrennt von den übrigen Angaben gespeichert. Nicht im Mikrozensus erfasst werden insbesondere die Religionszugehörigkeit und die Ethnie.

## Mikrozensus in Österreich
Der Mikrozensus in Österreich wird von Statistik Austria, der im Jahr 2000 als Nachfolger des Österreichischen Statistischen Zentralamts gegründeten selbständigen, nicht gewinnorientierten Bundesanstalt öffentlichen Rechts, durchgeführt. Die Mikrozensus-Erhebung wurde im November 2003 auf eine neue rechtliche Basis gestellt (Erwerbs- und Wohnungsstatistikverordnung, BGBl. II Nr. 549/2003). Es ist eine Stichprobenerhebung, bei der pro Quartal rund 22.500 zufällig ausgewählte Haushalte in ganz Österreich befragt werden. Die Haushalte der Stichprobe werden aber nicht jedes Vierteljahr komplett ausgetauscht, sondern jeder Haushalt bleibt für insgesamt fünf Quartale in der Stichprobe. D. h., bei jeder Befragungsrunde scheidet ein Teil der Haushalte aus (jene, die bereits fünf Mal befragt wurden) und rund 4.500 „neue“ Haushalte kommen in die Stichprobe.

## Mikrozensus in der Schweiz
In der Schweiz werden periodische Erhebungen durch das Schweizerische Bundesamt für Statistik vorgenommen. Dazu zählen die periodische Arbeitskräfteerhebung SAKE, der Mikrozensus Familie sowie eine Reihe ähnlicher Befragungen.

### Deutschland
- Informationsseite der Statistischen Ämter des Bundes und der Länder: www.mikrozensus.de
- Ergebnisse des Mikrozensus für Deutschland:
  - Haushalte und Familien
  - Migration und Integration
  - Wohnen
  - Arbeitsmarkt
- Regionale Ergebnisse des Mikrozensus
  - Haushalte und Wohnen
  - Arbeitsmarkt
  - Auskunftsdienste der Statistischen Landesämter
- Datenzugang für Wissenschaftseinrichtungen: Mikrozensus im Forschungsdatenzentrum
- Mikrozensusgesetz vom 7. Dezember 2016 (PDF; 105 kB)
- Urteil des Bundesverfassungsgerichtes zu einer Repräsentativstatistik der Bevölkerung (Mikrozensus), 16. Juli 1969

### Österreich
- Mikrozensus in Österreich